# Noalli
Noalli är en ort i Burkina Faso.   Den ligger i regionen Est, i den centrala delen av landet, 150 km öster om huvudstaden Ouagadougou. Noalli ligger 299 meter över havet och antalet invånare är 1 038.
Terrängen runt Noalli är mycket platt. Runt Noalli är det ganska tätbefolkat, med 60 invånare per kvadratkilometer.. Närmaste större samhälle är Kangaye, 11,7 km nordost om Noalli.
Trakten runt Noalli består i huvudsak av gräsmarker.